# منتدى التعاون الصيني الإفريقي
منتدى التعاون الصيني الإفريقي (بالإنجليزية: Forum on China Africa Cooperation FOCAC)‏ هو إطار مؤسساتي للتعاون الاقتصادي تأسس بمبادرة مشتركة من الصين والدول الأفريقية، بهدف تعميق التعاون لتحقيق التنمية الاقتصادية ومواجهة تحديات العولمة، والذي تأسس في أكتوبر عام 2000م.

## تاريخ
تأسس منتدى التعاون الصيني الأفريقي رسميا عقب عقد المؤتمر الوزاري الأول للتعاون بين الصين والدول الأفريقية بالعاصمة الصينية بكين في الفترة من 10 إلى 12 أكتوبر/تشرين الأول 2000. وحضره حينها الرئيس الصيني في ذلك الوقت جيانغ زمينغ، ونائبه هو جنتاو ورئيس الوزراء زو رونغجي، بالإضافة إلى رؤساء أربع دول أفريقية، هي الجزائر وتوغو وزامبيا وتنزانيا والأمين العام لمنظمة الاتحاد الأفريقي، إلى جانب 80 وزيرا للشؤون الخارجية والتجارة يمثلون الصين و44 بلدا أفريقيا وممثلين عن 17 منظمة دولية وإقليمية أفريقية، كما حضره أيضا رجال أعمال صينيون وأفارقه.
منذ نشأة المنتدى تطور حجم المبادلات التجارية بين الطرفين من 10.6 مليارات دولار عام 2000م إلى 201.1 مليار دولار عام 2014م، مما يجعل الصين الشريك التجاري الأول للقارة، متفوقة بذلك على الولايات المتحدة وفرنسا اللتين كانتا تحظيان بحصة الأسد من التجارة الخارجية لدول أفريقيا. كما شهدت الاستثمارات الصينية في أفريقيا انتعاشة كبيرة بعد العام 2000م بلغت 30 مليار دولار في العام 2014م، أي أكثر من 60 مرة عما كان عليه الأمر في العام 2000، وتعهدت الصين بزيادة هذا المبلغ إلى حوالي مئة مليار دولار أميركي بحلول العام 2020. ووصل عدد المقاولات الصينية العاملة بأفريقيا إلى 2500 مقاولة توفر مئة ألف فرصة عمل.

## تطورات
منذ نشأة المنتدى تطور حجم المبادلات التجارية بين الطرفين من 10.6 مليارات دولار عام 2000م إلى 201.1 مليار دولار عام 2014م، مما يجعل الصين الشريك التجاري الأول للقارة، متفوقة بذلك على الولايات المتحدة وفرنسا اللتين كانتا تحظيان بحصة الأسد من التجارة الخارجية لدول أفريقيا. كما شهدت الاستثمارات الصينية في أفريقيا انتعاشة كبيرة بعد العام 2000م بلغت 30 مليار دولار في العام 2014م، أي أكثر من 60 مرة عما كان عليه الأمر في العام 2000، وتعهدت الصين بزيادة هذا المبلغ إلى حوالي مئة مليار دولار أميركي بحلول العام 2020م. ووصل عدد المقاولات الصينية العاملة بأفريقيا إلى 2500 مقاولة توفر مئة ألف فرصة عمل.
وفي الدورة السادسة للمنتدى التي عقدت في جوهانسبيرج في عام 2015م، تعهدت الصين بتقديم 60 مليار دولار قروض ومساعدات للقارة على مدى 3 سنوات، وتم إطلاق خطة عمل 2016-2018م التي سميت بخطة عمل جوهانسبيرج، والتي عززت الشراكة الإستراتيجية والتعاون بين الطرفين في المجالات السياسية والاقتصادية والأمنية والتنمية الاجتماعية والثقافية، كما طورت العلاقات على المستوى الشعبي والتعاون الدولي.
وفي عام 2021م، استضافت دولة السنغال هذا المنتدى في عاصمتها داكار في الفترة من 28 حتى 30 نوفمبر 2021، على مدار ثلاثة أيام، تحت عنوان “تعميق الشراكة بين الصين وإفريقيا، وتعزيز التنمية المستدامة، لبناء مجتمع صيني-إفريقي ذي مستقبل مشترك في العصر الجديد”، ليحدد مسار العلاقات الصينية الإفريقية في وقت بالغ الأهمية بالنسبة للقارة الإفريقية، وسط تحديات اقتصادية واجتماعية قاسية تواجهها دول القارة، تغذيها جائحة (كوفيد-19)، والتغيرات المناخية.

## الأعضاء
يضم المنتدى في عضويته الصين والاتحاد الأفريقي بالإضافة إلى 50 دولة أفريقية، هي:
إثيوبيا، إريتريا، أفريقيا الوسطى، بنين، توغو، الجزائر، الرأس الأخضر، السنغال، السودان، الصومال، الغابون، الكاميرون، الكونغو، المغرب، النيجر، أنغولا، أوغندا، بوتسوانا، بوروندي، تنزانيا، تشاد، تونس، جزر القمر، جزر موريشيوس، الكونغو الديمقراطية، جنوب أفريقيا، جنوب السودان، جيبوتي، رواندا، زامبيا، زيمبابوي، ساحل العاج، سيراليون، سيشيل، غانا، غينيا، غينيا الاستوائية، غينيا بيساو، كينيا، ليبيا، ليبيريا، ليسوتو، مالاوي، مالي، مدغشقر، مصر، موريتانيا، موزمبيق، ناميبيا، ونيجيريا.